# 산학계몽

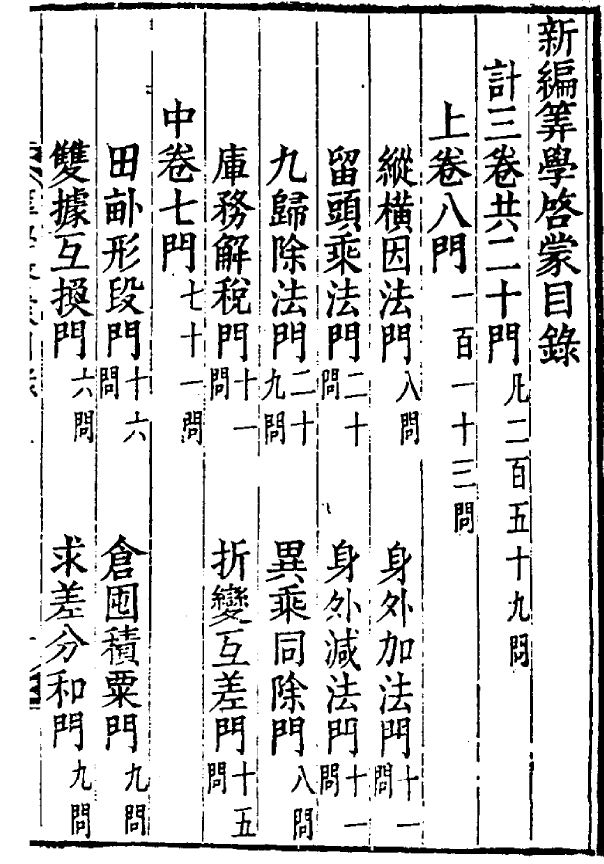
《산학계몽》 목록 페이지

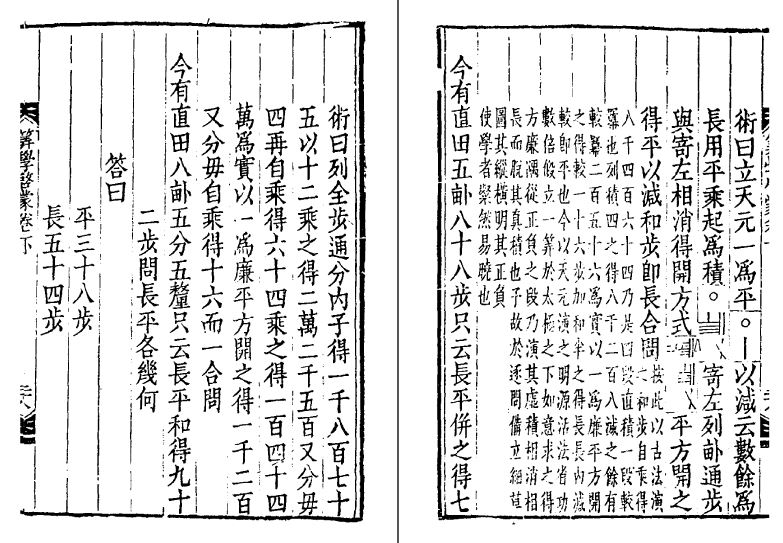
《산학계몽》 속 천원술(天元術)을 다루는 페이지

《산학계몽》(算學啓蒙, 중국어 간체자: 算学启蒙, 정체자: 算學啟蒙, 병음: suànxuéqǐméng 쏸쉐치멍[*])은 원나라 주세걸이 저술한 수학서이다.

## 한국어 번역
2009년에 소명출판에서 상하 2권으로 나누어 출판되었다. 